# 최광식 (1949년)
최광식(崔光植, 1949년 5월 10일 ~ , 전남 고흥)은 대한민국의 경찰공무원이다. 

## 학력
- 한성고등학교 동문
- 동국대학교 경찰행정학 학사
- 동국대학교 행정대학원

## 경력
- 1995: 경기김포경찰서장
- 2000: 서울은평경찰서장
- 2002: 서울지방경찰청 경무부장
- 2004: 서울지방경찰청 차장
- 2004.05 ~ 2004.08: 경찰청 경비국장
- 2004.08 ~ 2005.01: 전남지방경찰청장
- 2005.01 ~ 2006.01: 경찰청 차장
- 국가인권위원회 정책자문위원

| 전임 김홍권 | 제17대 경찰청 차장 2005년 1월 19일 ~ 2006년 1월 27일 | 후임 한강택 |